# 許悔之
許悔之（1966年12月14日—），本名許有吉，台灣桃園人，詩人、手墨藝術家。台北工專化工科畢業，曾任《自由時報》副刊主編、《中時晚報》副刊編輯、《聯合文學》月刊及出版社總編輯、高點電視台《悔之私樂園》主持人，現為有鹿文化社長。
許悔之少年時期領悟到新詩是他與外界溝通的最佳管道，開始詩的創作，並參加文藝營與朋友以詩相會。於1985年9月與陳去非等人創辦「地平線詩社」，並發行跨校性校園詩刊。之後任職多所報社副刊編輯及出版社編輯，2009年與林良珀、林明燕夫婦成立有鹿文化。
李敏勇指出其詩作「既潛入個人又指涉社會；既在抒情的心田穿梭，又在哲理的原野滑行。在交織的冷靜與熱情之間，他捕捉經驗與想像衝擊的水紋和火花。」其四部詩集《肉身》、《我佛莫要，為我流淚》、《當一隻鯨魚渴望海洋》、《有鹿哀愁》的「身體書寫」以情慾與宗教為切入，表現出流亡者的邊緣視角、耽美情緒與悲傷虛無的基調。

## 著作

### 詩
- 《陽光蜂房》（台北：尚書文化，1990）
- 《家族》（台北：號角出版社，1991）
- 《肉身》（台北：皇冠文化，1993）
- 《我佛莫要，為我流淚》（台北：皇冠文化，1994）
- 《當一隻鯨魚渴望海洋》（台北：時報文化，1997）
- 《有鹿哀愁》（台北：大田出版，2000）
- 《亮的天》（台北：九歌出版社，2004）
- 《遺失的哈達：許悔之有聲詩集》（台北：聯經出版，2006）
- 三木直大編譯：《鹿の哀しみ：許悔之詩集》（東京：思潮社，2007）
- 《許悔之集》（台南：國立台灣文學館，2010）
- 《我的強迫症》（台北：有鹿文化，2017）[6]

### 散文
- 許悔之、羅位育著，廖福彬繪圖：《今年夏天來不及盛開的太陽花》（台北：號角出版社，1990）
- 《眼耳鼻舌》（台北：麥田出版，1993）
- 《我一個人記住就好》（台北：大田出版，1999）
- 《創作的型錄》（台北：有鹿文化，2010）

### 兒童文學
- 《星星的作業簿》（台北：皇冠文化，1994）

## 榮譽
- 中華文學獎
- 教育部文藝創作獎
- 年度詩人獎
- 五四青年文學獎
- 金鼎獎
- 中國文藝獎章
- 全國學生文學獎

## 外部連結
- 許悔之的部落格 （页面存档备份，存于）（udn部落格）